# Hålfotsinlägg

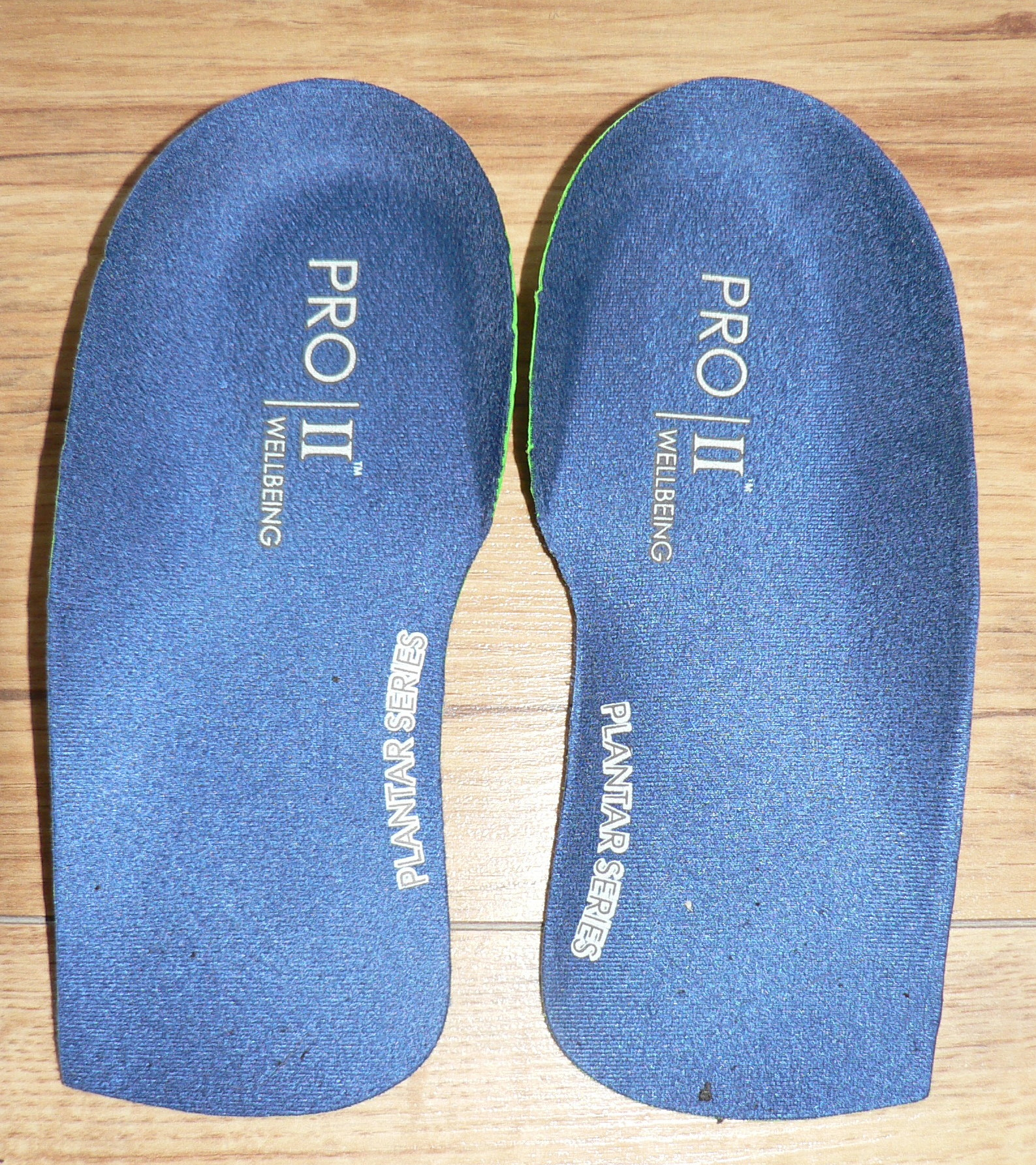

Hålfotsinlägg eller fotvalvsstöd, är ett medicinskt hjälpmedel som används som stöd för nedsjunkna fotvalv. Hålfotsinlägg gjordes förr i tiden av metall men numera av plast.
Ordet "hålfotsinlägg" är belagt i det svenska språket sedan 1918.